# Manolo Paz

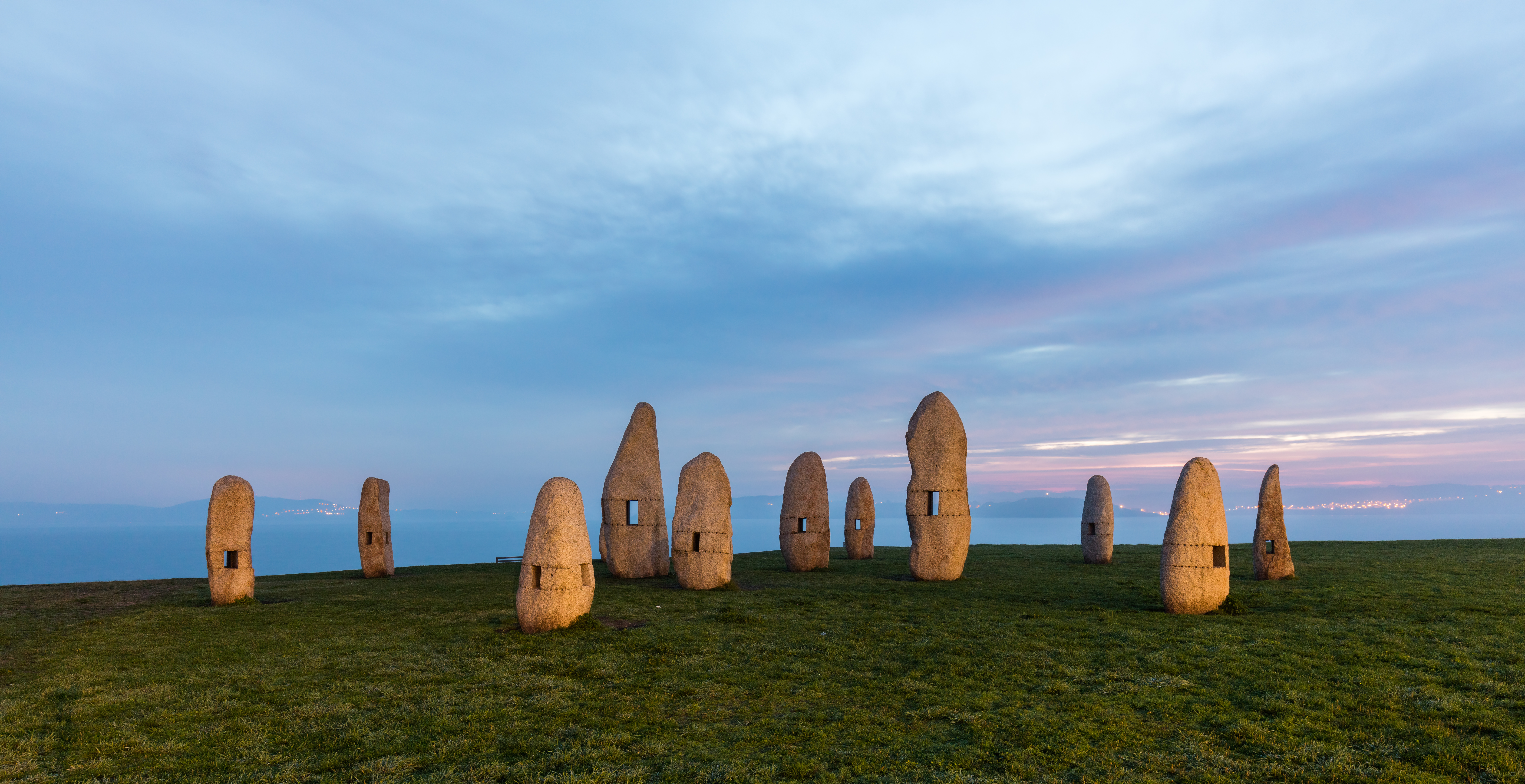
"Menhires", en el Parque escultórico de la Torre de Hércules (La Coruña).

Manolo Paz Mouta, nacido en Castrelo, Cambados en 1957, es un escultor gallego.

## Trayectoria
Estudió en la Escuela de Artes y Oficios de Santiago de Compostela y fue maestro en la Escuela de Canteros de Poio. De oficio cantero, en sus obras trabaja sobre todo el granito gallego. Sus trabajos reflejan una conciencia antropológica que aparece definida en la piedra. A su vez muestran un paganismo lírico y telúrico propio de las viejas culturas, que posteriormente se trasladó al románico o barroco gallego.
En el año 2011 fue nombrado académico numerario de la Real Academia Gallega de Bellas Artes en la sección de escultura.

## Premios
Fue Premio Cultura Gallega de las Artes Plásticas en 2011.